# Memorial
Memorial er et dansk heavy metal band, dannet i 1998.

## Medlemmer
Jeppe Sørensen (trommer), Neil Poulsen (sang), Martin Cueto (guitar), Kurt Sørensen (guitar og sang) og Rune Sinnbeck (bas).